# Шакенборг
Шакенборг (дат. Schackenborg Slot, ˈɕɑɡ̊ŋ̩b̥ɒːˀ ˈslʌd̥) — резиденция датской королевской семьи, расположенная в Южной Ютландии в 5 км к западу от дат. Tønder в городке дат. Møgeltønder.
Особняк на этом месте был заложен епископатом Рибе и назывался Мёгельтёндерхус. Во время реформации в Дании был конфискован датской монархией, а в 1661 году был передан графу Гансу Шаку (Hans Schack) в благодарность за службу в войне против шведов. Новый владелец разобрал большую часть особняка и построил настоящий дворец Шакенборг в стиле барокко. В течение 11 поколений дворец принадлежал семье Шаков, а в 1978 году перешел в собственность королевской семьи.
Дворец закрыт для посещения, летом проводятся экскурсии дворцовым парком.

## Приметки
1. ↑  Shackenborg Castle. The Danish Royal House. Дата обращения: 21 января 2009. Архивировано из оригинала 23 декабря 2008 года.
2. ↑  Bender, Andrew; Michael Grobserg, Sally O'Brien, Rick Starey, Andrew Stone. Denmark: From Castles to Windmills (неопр.). — Lonely Planet, 2005. — С. 229. — ISBN 978-1-74059-489-9.
3. ↑  Lind, Olaf. Jutland Architecture Guide (неопр.). — Danish Architectural Press, 2002. — С. 314.
4. 1 2  The Danish Monarchy. Schackenborg Palace (англ.). Дата обращения: 24 июля 2012. Архивировано из оригинала 14 августа 2012 года.